# Melissa Fleming
Melissa Ruth Fleming es una periodista, escritora y funcionaria de las Naciones Unidas de origen estadounidense. El 1 de septiembre de 2019 fue nombrada jefa del Departamento de Información Pública de las Naciones Unidas.
Es autora de Una esperanza más poderosa que el mar.

## Trayectoria
Melissa Fleming tiene una licenciatura en estudios alemanes de Oberlin College, Ohio y una maestría en periodismo televisivo de la Universidad de Boston, Massachusetts.
Fleming comenzó su carrera como periodista. Entre 1989 y 1994, trabajó como Especialista en asuntos públicos para Radio Free Europe/Radio Liberty en Munich. Desde septiembre de 1994 hasta enero de 2001 fue directora del Equipo de Prensa e Información Pública de la Organización para la Seguridad y la Cooperación en Europa en Viena. En enero de 2001, Fleming asumió el cargo de Portavoz y Jefa de Medios y Divulgación en la Organismo Internacional de Energía Atómica en Viena, cargo que ocupó hasta junio de 2009.
Desde julio de 2009 hasta 2019, Fleming trabajó como Jefe de Comunicaciones Globales para el Alto Comisionado de las Naciones Unidas para los Refugiados (ACNUR) en Ginebra y como Portavoz del Alto Comisionado. Sus comentarios sobre la crisis migratoria de 2015 en Europa llamaron la atención en todo el continente. En ACNUR, dirigió campañas, la participación en redes sociales y un servicio de noticias multimedia que cubría historias diseñadas para generar empatía y estimular la acción a favor de los refugiados. En 2017, escribió el libro A Hope More Powerfull than the Sea (Una esperanza más poderosa que el mar) sobre las experiencias de la refugiada siria Doaa Al Zamel antes y durante el naufragio de migrantes en Malta en 2014. Comenzó a presentar el podcast de ACNUR, Awake at Night, y llevó el podcast a la ONU en 2019.
De 2016 a 2017, trabajó como Asesora Principal y Portavoz en el Equipo de Transición del Secretario General de Naciones Unidas. El 1 de septiembre de 2019 fue nombrada Secretaria General Adjunta de Naciones Unidas, reemplazando a su predecesora Alison Smale como jefa del Departamento de Comunicaciones Globales de la ONU.